# Olegário Herculano de Aquino e Castro
Olegário Herculano de Aquino e Castro (São Paulo, 30 de março de 1828 — Rio de Janeiro, 10 de agosto de 1906) foi um magistrado e historiógrafo brasileiro. Foi presidente do Supremo Tribunal Federal, de 1894 a 1906.

## Biografia

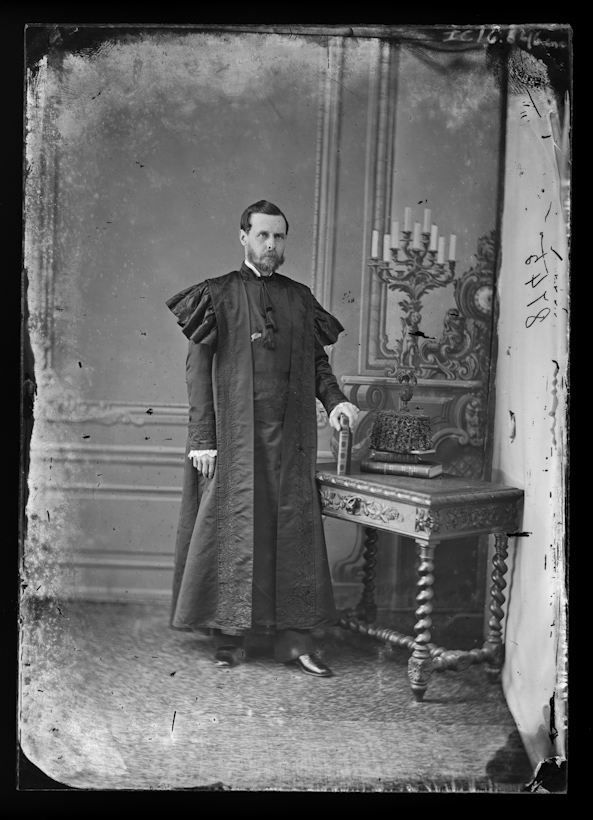
Comendador Olegário Herculano de Aquino e Castro (1862).

Formado na Faculdade de Direito de São Paulo, em 1848, foi nomeado promotor público de São Paulo, depois transferido para Cavalcante, como juiz, em 1854.
Foi transferido para Jaguari, em 1857, depois, em 1858 para Itapetininga, e para o Rio de Janeiro em 1865.
Nomeado desembargador em 1873 e presidente da Relação de São Paulo, em 1875; procurador da coroa, soberania e fazenda nacional, em 1883.
Foi chefe de polícia das províncias de Goiás e São Paulo e da Corte. Foi deputado por São Paulo de 1867 a 1870 e de 1878 a 1881.
Em 1886 foi nomeado ministro do então Supremo Tribunal de Justiça. Em julho de 1889 foi nomeado conselheiro de Estado extraordinário.
"sendo incompatível o exercício deste cargo com o de ministro do tribunal, foi aposentado em decreto de 11 do referido mês. Em decreto de 2 de dezembro de 1889, Olegário Herculano de Aquino e Castro foi reintegrado no cargo de ministro do aludido tribunal, visto terem cessado os motivos que determinaram o decreto da aposentadoria. Com a criação do Supremo Tribunal Federal foi nomeado ministro deste tribunal em decreto de 12 de novembro de 1890, tomando posse a 28 de fevereiro de 1891, e sendo eleito presidente em 28 de fevereiro de 1894 em substituição de João Antonio de Araújo Freitas Henriques aposentado em decreto de 10 do dito mês."
A ligação dos ministros do Supremo Tribunal de Justiça e do Supremo Tribunal Federal, ou seja, do mais alto órgão do Poder Judiciário, com os outros poderes pode ser percebida.
Com a criação do Supremo Tribunal Federal, foi nomeado ministro desse tribunal em 1890. Aquino e Castro ocupou o cargo de vice-presidente do Supremo Tribunal Federal entre 1891 e 1894, quando foi eleito presidente.
Foi presidente da província de Minas Gerais, nomeado por carta imperial de 9 de agosto de 1884, de 4 de setembro de 1884 a 13 de abril de 1885.